# Fokker F.IX
De Fokker F.IX is een Nederlands hoogdekker-passagiersvliegtuig gebouwd door Fokker. De eerste vlucht vond plaats op 21 augustus 1929. Het was de bedoeling dat de KLM met de F.IX een geschikt vliegtuig kreeg voor vluchten naar Batavia (Nederlands-Indië).

## Ontwerp en ontwikkeling
De F.IX is een 3-motorige hoogdekker van conventionele configuratie, uitgerust met een staartwiel. De vleugels zijn gemaakt uit hout en de romp uit gelaste stalen buizen overspannen met een textiel. Toen het toestel in 1930 aanwezig was op de Salon International de l'Aéronautique et de l'Espace, Paris-Le Bourget - de Parijse luchtvaartbeurs, ontving het de Grand Prix de Comfort et d’Elegance d’Avions de Transport – de schoonheidsprijs van het publiek.
De Tsjechoslowaakse vliegtuigbouwer Avia kocht een licentie om op dit type gebaseerde bommenwerpers voor de Tsjechoslowaakse luchtmacht te kunnen produceren, toen bleek dat de F.VII (die al door Avia onder licentie werd geproduceerd) te klein was voor een dergelijke rol. In 1932 waren er 12 door Avia geproduceerde F.IX’s in dienst als F.39’s. Joegoslavië kocht twee F.39’s en een licentie om dit type in eigen land te bouwen, al is dit laatste niet gebeurd. De F.39’s verschillen van hun civiele tegenhangers niet alleen door de bommenrekken, maar ook door een machinegeweer dat geplaatst werd op de rug van het toestel, hetzij in een geschutskoepel of met opstap. Ook bouwde Avia twee exemplaren voor ČSA als F-IXD (Dopravní – "Transport"). Een van deze twee overleefde tot in de Tweede Wereldoorlog, waarna het werd overgenomen door de Luftwaffe en de registratie TF + BO kreeg.
Een voorgestelde verdere militaire ontwikkeling door Avia, de 2-motorige F.139, kwam nooit verder dan de tekentafel.

## Operationele geschiedenis
Al in 1925 deed Albert Plesman, toenmalig directeur van de KLM, een verzoek bij Fokker om een grotere opvolger te bouwen voor de Fokker F.VII. Omdat men bij Fokker wist dat KLM waarschijnlijk de enige grote afnemer zou worden, er werd gesproken over een order van meer dan 10 stuks, had Plesman grote invloed op het ontwerp van het vliegtuig. Helaas voor Fokker was 1929 niet alleen het jaar van de introductie van de F.IX maar ook die van de beurskrach in New York. Door het slechte economische klimaat waar men nu in verkeerde nam KLM slechts twee F.IX's af. Hoewel KLM de F.IX had laten bouwen voor de route naar Batavia, was het door het kleine aantal machines dat KLM nu had van het type, logistiek niet handig het vliegtuig op deze lijn in te zetten. Beide F.IX zijn slechts eenmaal naar Nederlands-Indië gevlogen en hebben verder alleen binnen Europa dienstgedaan. Een van de twee KLM toestellen, de PH-AFK, werd afgeschreven na een vliegtuigongeluk op 4 augustus 1931. De andere, de PH-AGA Adelaar, vloog door tot in 1936, waarna het verkocht werd aan de Spaanse Republikeinen om te dienen als bommenwerper in de Spaanse Burgeroorlog.

## Versies

### Fokker
- F.IX: 3-motorig passagiersvliegtuig voor de KLM

### Avia
- F.39: 3-motorige bommenwerper voor de Tsjechoslowaakse luchtmacht, bij Avia bekend als BH-39
- F.139: Voorgestelde 2-motorige versie van de F.39, geen gebouwd.
- F.IX D: 3-motorig passagiersvliegtuig voor de ČSA

## Gebruikers

### Civiele gebruikers
- Nederland
  - KLM - 2 F.IX’s, de PH-AFK en de PH-AGA.
- Tsjechoslowakije
  - ČSA - 2 Avia F.IX D’s

### Militaire gebruikers
- Duitsland - 1 F.IX D: oorlogsbuit, geregistreerd als TF + BO
- Joegoslavië - 2 F.39’s
- Kroatië – 1 F.39: oorlogsbuit
- Spaanse Republiek - de PH-AGA: overgekocht van de KLM
- Tsjechoslowakije - 12 F.39’s